# نيت كرافت
نيت كرافت (بالإنجليزية: Nate Craft)‏ هو لاعب كرة قدم أمريكي، ولد في 28 مارس 1977 في رويال أوك في الولايات المتحدة. لعب مع Rochester Rhinos ‏.

## وصلات خارجية
- نيت كرافت على موقع قاعدة بيانات كرة القدم.إي يو (الإنجليزية)